# 2004-es sakkolimpia
A 36. nyílt és 21. női sakkolimpiát 2004. október 14. és október 30. között rendezték meg Spanyolországban, a Baleár-szigetekhez tartozó Menorca szigetén fekvő Calviàban. A versenyen nyílt és női kategóriában indulhattak a nevező országok csapatai. A verseny helyszíne a Gran Casino de Mallorca volt.
A címvédő a nyílt kategóriában Oroszország, míg a nőknél Kína válogatottja volt. A nyílt versenyt – első sakkolimpiai bajnoki címét szerezve – Ukrajna nyerte, míg a női versenyen sorrendben negyedik alkalommal győzedelmeskedett Kína csapata.
Magyarország előző olimpián ezüstérmet nyert válogatottjából hiányzott Lékó Péter és Polgár Judit. Lékó éppen ebben az időben játszotta Kramnyikkal a világbajnoki címért folyó párosmérkőzését, míg Polgár Judit nem sokkal korábban szülte első gyermekét. Az Élő-pontszámok átlaga alapján előzetesen a 15. helyre rangsorolt magyar csapat nagyon megérezte hiányukat, és végül csak a 31. helyen végeztek. A magyar női csapat az előzetes erősorrend alapján a 13. helyre volt sorolva, ők várakozáson felül teljesítve a 6. helyen végeztek.

## A verseny résztvevői
A nyílt versenyre 129 csapat 763 versenyzője nevezett, köztük 230 nemzetközi nagymester és 153 nemzetközi mester. A női versenyen 87 csapatban 345 fő vett részt, köztük 6 nemzetközi nagymester és 28 nemzetközi mester, valamint 52 női nemzetközi nagymester és 80 női nemzetközi mester.

## A verseny menete
A nyílt és a női verseny egymástól külön, 14 fordulós svájci rendszerben került megrendezésre. A nyílt versenyben a csapatok 6 főt nevezhettek, akik közül egy-egy fordulóban 4-en játszottak, a női versenyben 4 fő nevezésére volt lehetőség, akik közül egyidőben hárman játszhattak. A csapatot alkotó versenyzők között előzetesen fel kellett állítani az erősorrendet, és azt meg kellett adni a versenybíróknak. A leadott erősorrendnek nem kell megegyeznie a versenyzők Élő-értékszámának sorrendjével. Az egyes fordulókban ennek az erősorrendnek a figyelembe vételével alkotnak párokat az egymással játszó csapatok.
Az egyes játszmákban a játékosoknak fejenként 90 perc állt rendelkezésre a játszma befejezéséig úgy, hogy lépésenként még 30 másodperc többletidőt kaptak.
A csapatok pontszámát az egyes játékosok által elért eredmények összege adja. Egy játszmában a győzelemért 1 pont, a döntetlenért fél pont jár. A végeredmény, a csapatpontszám az így szerzett pontok alapján kerül meghatározásra.
Az olimpiai kiírás szerint holtverseny esetén elsődlegesen a Buchholz-számítás döntött. Ennek egyenlősége esetén a csapatpontszámokat vették figyelembe oly módon, hogy egy csapatgyőzelem 2 pontot, a döntetlen 1 pontot ért.

## A nyílt verseny

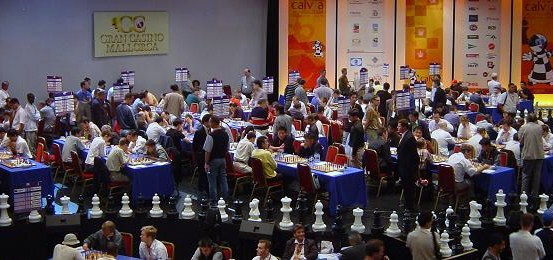
A nyílt verseny terme

Az Élő-pontszámok átlaga alapján ezúttal is az orosz válogatott volt az első helyre sorolva, őket az ukrán, az izraeli, az örmény és az indiai csapat követte. A végeredmény nagyjából a papírformát mutatta, mert ez az öt csapat az első hat között végzett. Közéjük csak az az amerikai válogatott tudott beférkőzni a 4. helyre, amelyben hat egykori szovjet nagymester kapott helyet. Az ukrán csapat rajt–cél győzelmet aratott. Az első három fordulóban a maximális 12 pontot érte el, és ezt az előnyét a végéig megtartva megérdemelten fosztotta meg címétől Oroszország válogatottját, amely 3 ponttal lemaradva, az örmény válogatottal holtversenyben a 2–3. helyen végzett. A holtverseny eldöntésére szolgáló Buchholz-számítás az orosz csapatnak kedvezett, így ők kapták az ezüstérmet.
A fiatalokból álló magyar csapat nagyon megérezve Lékó Péter és Polgár Judit hiányát csak a 31. helyet szerezte meg.

### A verseny végeredménye
| H. | Ország                    | Pont | Buchholz | CsP | +  | = | - |
| -- | ------------------------- | ---- | -------- | --- | -- | - | - |
| 1  | Ukrajna                   | 39½  | 459,0    | 24  | 10 | 4 | 0 |
| 2  | Oroszország               | 36½  | 460,0    | 22  | 11 | 0 | 3 |
| 3  | Örményország              | 36½  | 459,0    | 20  | 8  | 4 | 2 |
| 4  | Amerikai Egyesült Államok | 35   | 454,0    | 18  | 7  | 4 | 3 |
| 5  | Izrael                    | 34½  | 465,0    | 19  | 7  | 5 | 2 |
| 6  | India                     | 34   | 461,5    | 20  | 10 | 0 | 4 |
| 7  | Kuba                      | 33½  | 456,0    | 18  | 8  | 2 | 4 |
| 8  | Hollandia                 | 33   | 428,5    | 19  | 9  | 1 | 4 |
| 9  | Bulgária                  | 32½  | 453,0    | 19  | 9  | 1 | 4 |
| 10 | Spanyolország             | 32½  | 439,5    | 19  | 8  | 3 | 3 |
|    | …                         |      |          |     |    |   |   |
| 31 | Magyarország              | 31   | 425,5    | 18  | 7  | 4 | 3 |

### Egyéni érmesek
Egyénileg táblánként a három legjobb százalékot elért versenyző kapott érmet, rajtuk kívül egyéni érmet kapott a teljes mezőnyt figyelembe véve a három legjobb teljesítményértéket elért játékos. Holtverseny esetén a jobb teljesítményértéket elért versenyzőt sorolták előre.

#### Teljesítményérték alapján
|           | Versenyző         | Ország  | Élő-p. | Telj.érték |
| --------- | ----------------- | ------- | ------ | ---------- |
| Aranyérem | Baadur Jobava     | Grúzia  | 2614   | 2842       |
| Ezüstérem | Visuvanádan Ánand | India   | 2781   | 2824       |
| Bronzérem | Vaszil Ivancsuk   | Ukrajna | 2705   | 2819       |

#### Első tábla
|           | Versenyző             | Ország     | Pont | Játszma | Százalék |
| --------- | --------------------- | ---------- | ---- | ------- | -------- |
| Aranyérem | Jevgenyij Ermenkov    | Palesztina | 10½  | 12      | 87,5     |
| Ezüstérem | Andrés Rodríguez Vila | Uruguay    | 8    | 10      | 80       |
| Bronzérem | Michael Adams         | Anglia     | 10   | 13      | 76,9     |

#### Második tábla
|           | Versenyző         | Ország   | Pont | Játszma | Százalék |
| --------- | ----------------- | -------- | ---- | ------- | -------- |
| Aranyérem | Mohamed Tissir    | Marokkó  | 7½   | 9       | 83,3     |
| Ezüstérem | Nguyễn Anh Dũng   | Vietnám  | 8½   | 11      | 77,3     |
| Bronzérem | Bazar Hatanbaatar | Mongólia | 9    | 12      | 75       |

#### Harmadik tábla
|           | Versenyző            | Ország          | Pont | Játszma | Százalék |
| --------- | -------------------- | --------------- | ---- | ------- | -------- |
| Aranyérem | Rafael Vaganjan      | Örményország    | 9½   | 12      | 79,2     |
| Ezüstérem | Vladimir Georgiev    | Észak-Macedónia | 9    | 12      | 75       |
| Bronzérem | Joső González García | Mexikó          | 7½   | 10      | 75       |

#### Negyedik tábla
|           | Versenyző        | Ország                    | Pont | Játszma | Százalék |
| --------- | ---------------- | ------------------------- | ---- | ------- | -------- |
| Aranyérem | Baadur Jobava    | Grúzia                    | 8½   | 10      | 85       |
| Ezüstérem | Gregory Kaidanov | Amerikai Egyesült Államok | 8    | 10      | 80       |
| Bronzérem | Gadir Guseinov   | Azerbajdzsán              | 8    | 10      | 80       |

#### Ötödik játékos (első tartalék)
|           | Versenyző          | Ország        | Pont | Játszma | Százalék |
| --------- | ------------------ | ------------- | ---- | ------- | -------- |
| Aranyérem | Vaidas Sakalauskas | Litvánia      | 6    | 7       | 85,7     |
| Ezüstérem | Serik Temirbaev    | Kazahsztán    | 5½   | 7       | 78,6     |
| Bronzérem | Jean-Marc Degraeve | Franciaország | 7    | 9       | 77,8     |

#### Hatodik játékos (második tartalék)
|           | Versenyző              | Ország      | Pont | Játszma | Százalék |
| --------- | ---------------------- | ----------- | ---- | ------- | -------- |
| Aranyérem | Szergej Karjakin       | Ukrajna     | 6½   | 7       | 92,9     |
| Ezüstérem | Ibrahim Chahrani       | Líbia       | 6½   | 7       | 92,9     |
| Bronzérem | William Bermúdez Adams | Puerto Rico | 6½   | 8       | 81,3     |

### A magyar eredmények
| Forduló                            | Ellenfél                           | Almási Zoltán 2650   | Almási Zoltán 2650 | Berkes Ferenc 2630    | Berkes Ferenc 2630 | Gyimesi Zoltán 2613 | Gyimesi Zoltán 2613 | Ruck Róbert 2562      | Ruck Róbert 2562 | Varga Zoltán 2538  | Varga Zoltán 2538 | Ács Péter 2521   | Ács Péter 2521 | Pont |
| ---------------------------------- | ---------------------------------- | -------------------- | ------------------ | --------------------- | ------------------ | ------------------- | ------------------- | --------------------- | ---------------- | ------------------ | ----------------- | ---------------- | -------------- | ---- |
| 1                                  | Új-Zéland                          |                      |                    | Ker 2328              | 1                  | Nokes 2333          | 1                   | Dive 2334             | ½                |                    |                   | Smith 2251       | 1              | 3½   |
| 2                                  | Észak-Macedónia                    | Mitkov 2539          | ½                  | Nedev 2528            | 0                  | Georgiev 2512       | ½                   |                       |                  | Bogdanovski 2443   | 0                 |                  |                | 1    |
| 3                                  | Belgium                            | Winants 2519         | 0                  | Van der Stricht 2413  | 1                  |                     |                     | Van Beers 2383        | 1                |                    |                   | Laurent 2335     | ½              | 2½   |
| 4                                  | Indonézia                          | Megaranto 2439       | 0                  | Liu 2397              | 1                  | Gunawan 2467        | 1                   | Halay 2264            | 0                |                    |                   |                  |                | 2    |
| 5                                  | Venezuela                          |                      |                    | Prasca Sosa 2396      | ½                  | Ostos 2332          | 1                   |                       |                  | Soto Paez 2288     | ½                 | Blanco 2269      | 1              | 3    |
| 6                                  | Lettország                         | Frīdmans 2578        | 1                  |                       |                    | Ķeņģis 2543         | ½                   |                       |                  | Svešņikovs 2512    | ½                 | Meijers 2465     | ½              | 2½   |
| 7                                  | Románia                            | Nisipeanu 2687       | ½                  | Nevednichy 2552       | 0                  | Marin 2511          | ½                   |                       |                  |                    |                   | Pârligras 2559   | 1              | 2    |
| 8                                  | Anglia                             | Michael Adams 2740   | 0                  | Speelman 2555         | 1                  |                     |                     | Hebden 2550           | 1                |                    |                   | Wells 2504       | ½              | 2½   |
| 9                                  | Szlovákia                          |                      |                    | Movszeszjan 2629      | ½                  |                     |                     | Ftáčnik 2533          | ½                | Mrva 2507          | 1                 | Timoščenko 2504  | ½              | 2½   |
| 10                                 | Grúzia                             | Kacheichvili 2599    | ½                  |                       |                    | Jobava 2614         | 0                   |                       |                  | Gagunashvili 2567  | 1                 | Gelashvili 2576  | ½              | 2    |
| 11                                 | Spanyolország                      | Aleksejs Širovs 2726 | 0                  | Illescas Córdoba 2626 | ½                  |                     |                     | Cifuentes Parada 2540 | ½                | Romero Holmes 2514 | 1                 |                  |                | 2    |
| 12                                 | Szerbia és Montenegró              |                      |                    | Šolak 2563            | ½                  | Kovačević 2556      | ½                   | Markuš 2555           | 1                |                    |                   | Kosić 2519       | ½              | 2½   |
| 13                                 | Kína                               |                      |                    | Zhang Zhong 2596      | ½                  | Xu Jun 2589         | ½                   | Bu Xiangzhi 2615      | ½                | Wang Yue 2536      | 0                 |                  |                | 1½   |
| 14                                 | Fülöp-szigetek                     | Torre 2518           | ½                  | Antonio 2524          | ½                  |                     |                     | Paragua 2534          | 0                |                    |                   | Gonzáles J. 2422 | ½              | 1½   |
| Szerzett pontszám (Játszmák száma) | Szerzett pontszám (Játszmák száma) | 3 (9)                | 3 (9)              | 7 (12)                | 7 (12)             | 5½ (9)              | 5½ (9)              | 5 (9)                 | 5 (9)            | 4 (7)              | 4 (7)             | 6½ (10)          | 6½ (10)        |      |
| Teljesítményérték                  | Teljesítményérték                  | 2469                 | 2469               | 2566                  | 2566               | 2575                | 2575                | 2522                  | 2522             | 2531               | 2531              | 2550             | 2550           |      |

## Női verseny
A női versenyben az átlagos Élő-pontszámot tekintve a címvédő Kína vezette a mezőnyt, a második és harmadik helyre rangsorolt Oroszország és az Amerikai Egyesült Államok csapatai között mindössze 1 pont különbség volt. A kínaiaktól hiányzott a világbajnoki címét nemrég elvesztett Csu Csen, de még így is az első táblán az exvilágbajnok Hszie Csün, a másodikon a következő világbajnok  Hszü Jü-hua játszott. Az orosz csapatban egy későbbi világbajnok Alekszandra Kosztyenyuk szerepelt az első táblán, míg az amerikai csapat első tábláján az amerikai állampolgárságot szerzett magyar exvilágbajnok Polgár Zsuzsa dominált, az egész mezőnyben a legmagasabb teljesítményértéket érve el.
Kína magabiztosan, végig vezetve, három pont előnnyel védte meg olimpiai bajnoki címét, a második helyen az Amerikai Egyesült Államok női csapata történetének első sakkolimpiai ezüstérmét szerezte. A harmadik–negyedik helyen Oroszország és Grúzia válogatottja holtversenyben végzett, köztük a Buchholz-számítás döntött az orosz csapat javára. A magyar női csapat az előzetes erősorrend alapján a 13. helyre volt sorolva, az általuk elért 6. helyezés nagyon szép eredménynek számított.

### A női verseny végeredménye
Az első 10 helyezett:
| #  | Ország                    | Pont | Buchholz | CsP | +  | = | - |
| -- | ------------------------- | ---- | -------- | --- | -- | - | - |
| 1  | Kína                      | 31   | 345,0    | 23  | 11 | 1 | 2 |
| 2  | Amerikai Egyesült Államok | 28   | 350,5    | 23  | 10 | 3 | 1 |
| 3  | Oroszország               | 27½  | 346,0    | 21  | 9  | 3 | 2 |
| 4  | Grúzia                    | 27½  | 339,0    | 21  | 10 | 1 | 3 |
| 5  | Franciaország             | 25½  | 340,5    | 18  | 8  | 2 | 4 |
| 6  | Magyarország              | 25   | 348,5    | 19  | 8  | 3 | 3 |
| 7  | Szlovákia                 | 25   | 337,0    | 18  | 8  | 2 | 4 |
| 8  | Anglia                    | 25   | 334,5    | 16  | 7  | 2 | 5 |
| 9  | India                     | 24½  | 352,0    | 19  | 8  | 3 | 3 |
| 10 | Lengyelország             | 24½  | 340,0    | 17  | 7  | 3 | 4 |

### Egyéni érmesek
A mezőny egészét figyelembe elért teljesítményérték, valamint a táblánkénti százalékos eredmény alapján állapították meg az egyéni érmesek sorrendjét. A magyarok közül Vajda Szidónia a 2. táblán egyéni aranyérmet szerzett, míg az ezúttal amerikai színekben játszó Polgár Zsuzsa az egész mezőnyben a legjobb teljesítményértéket elérve kapott egyéni aranyérmet.

#### Teljesítményérték alapján
|           | Versenyző     | Ország                    | Élő-p. | Telj.érték |
| --------- | ------------- | ------------------------- | ------ | ---------- |
| Aranyérem | Polgár Zsuzsa | Amerikai Egyesült Államok | 2567   | 2622       |
| Ezüstérem | Hszie Csün    | Kína                      | 2569   | 2597       |
| Bronzérem | Csao Hszüe    | Kína                      | 2487   | 2596       |

#### Első tábla
|           | Versenyző         | Ország                    | Pont | Játszma | Százalék |
| --------- | ----------------- | ------------------------- | ---- | ------- | -------- |
| Aranyérem | Viktorija Čmilytė | Litvánia                  | 8½   | 11      | 77,3     |
| Ezüstérem | Polgár Zsuzsa     | Amerikai Egyesült Államok | 10½  | 14      | 75       |
| Bronzérem | Elvira Berend     | Luxemburg                 | 9    | 12      | 75       |

#### Második tábla
|           | Versenyző             | Ország       | Pont | Játszma | Százalék |
| --------- | --------------------- | ------------ | ---- | ------- | -------- |
| Aranyérem | Vajda Szidónia        | Magyarország | 9    | 12      | 75       |
| Ezüstérem | Corina-Isabela Peptan | Románia      | 9    | 12      | 75       |
| Bronzérem | Barbara Hund          | Svájc        | 8    | 11      | 72,7     |

#### Harmadik tábla
|           | Versenyző               | Ország    | Pont | Játszma | Százalék |
| --------- | ----------------------- | --------- | ---- | ------- | -------- |
| Aranyérem | Csao Hszüe              | Kína      | 10   | 12      | 83,3     |
| Ezüstérem | Irine Kharisma Sukandar | Indonézia | 10   | 12      | 83,3     |
| Bronzérem | Tuvshintogs Batceceg    | Mongólia  | 9    | 12      | 75       |

#### Negyedik játékos (tartalék)
|           | Versenyző            | Ország        | Pont | Játszma | Százalék |
| --------- | -------------------- | ------------- | ---- | ------- | -------- |
| Aranyérem | Nagyzesda Koszinceva | Oroszország   | 10   | 12      | 83,3     |
| Ezüstérem | Maria Velcheva       | Bulgária      | 8    | 10      | 80       |
| Bronzérem | Marta Zielińska      | Lengyelország | 7½   | 10      | 75       |

### A magyar eredmények
| Forduló                            | Ellenfél                           | Mádl Ildikó 2369             | Mádl Ildikó 2369 | Vajda Szidónia 2369      | Vajda Szidónia 2369 | Gara Anita 2390        | Gara Anita 2390 | Lakos Nikoletta 2359        | Lakos Nikoletta 2359 | Pont |
| ---------------------------------- | ---------------------------------- | ---------------------------- | ---------------- | ------------------------ | ------------------- | ---------------------- | --------------- | --------------------------- | -------------------- | ---- |
| 1                                  | IBCA                               | ellenfél nélkül -            | 1                | Maeckelbergh 2020        | 1                   |                        |                 | Stolarczyk 2006             | 1                    | 3    |
| 2                                  | Izrael                             | Borsuk 2306                  | 1                | Igla 2196                | ½                   | Vasiliev 2167          | ½               |                             |                      | 2    |
| 3                                  | Grúzia                             | Nana Dzagnidze 2484          | ½                | Javakhishvili 2423       | 1                   | Lomeineishvili 2429    | 1               |                             |                      | 2½   |
| 4                                  | Ukrajna                            | Zhukova 2481                 | ½                | Gaponenko 2445           | 0                   |                        |                 | Lahno 2435                  | 0                    | ½    |
| 5                                  | Vietnám                            | Nguyễn Thị Thanh An 2345     | 1                |                          |                     | Lê Kiều Thiên Kim 2329 | 1               | Hoàng Xuân Thanh Khiết 2144 | 0                    | 2    |
| 6                                  | India                              |                              |                  | Humpy 2503               | 1                   | Vijayalakshmi 2411     | 0               | Mohota 2286                 | ½                    | 1½   |
| 7                                  | Szlovákia                          | Pokorná 2370                 | ½                | Hagarová 2351            | 1                   | Borošová 2249          | 1               |                             |                      | 2½   |
| 8                                  | Bulgária                           | Voiska 2380                  | 0                | Djingarova 2327          | 1                   | Velcheva 2299          | 1               |                             |                      | 2    |
| 9                                  | Oroszország                        | Alekszandra Kosztyenyuk 2508 | 0                | Tatyjana Koszinceva 2493 | 1                   |                        |                 | Nagyezsda Koszinceva 2446   | ½                    | 1½   |
| 10                                 | Lettország                         |                              |                  | Reizniece 2278           | 1                   | Rogule 2295            | 1               | Bērziņa 2240                | ½                    | 2½   |
| 11                                 | Kína                               | Hszie Csün 2569              | ½                | Csao Hszüe 2487          | ½                   | Huang Qian 2371        | ½               |                             |                      | 1½   |
| 12                                 | Amerikai Egyesült Államok          | Polgár Zsuzsa 2567           | 0                |                          |                     | Krush 2464             | ½               | Zatonskih 2440              | 0                    | ½    |
| 13                                 | Anglia                             | Hunt 2385                    | ½                | Houska 2298              | ½                   | Richards 2197          | 1               |                             |                      | 2    |
| 14                                 | Hollandia                          | Peng 2420                    | ½                | Bosboom-Lanchava 2352    | ½                   | Schuuman 2333          | 0               |                             |                      | 1    |
| Szerzett pontszám (Játszmák száma) | Szerzett pontszám (Játszmák száma) | 6 (12)                       | 6 (12)           | 9 (12)                   | 9 (12)              | 7½ (11)                | 7½ (11)         | 2½ (7)                      | 2½ (7)               |      |
| Teljesítményérték                  | Teljesítményérték                  | 2402                         | 2402             | 2541                     | 2541                | 2455                   | 2455            | 2183                        | 2183                 |      |

## A Nona Gaprindasvili trófea
A Nona Gaprindasvili trófeát az az ország kapja, amelynek csapatai a nyílt és a női verseny átlagában a legjobb helyezést érték el.
| Hely. | Nemzet                    | Helyezés nyílt | Helyezés női | Átlag |
| ----- | ------------------------- | -------------- | ------------ | ----- |
|       | Oroszország               | 2              | 3            | 2,5   |
|       | Amerikai Egyesült Államok | 4              | 2            | 3     |
|       | Örményország              | 3              | 11           | 7     |
| 4     | India                     | 6              | 9            | 7,5   |
| 5     | Ukrajna                   | 1              | 18           | 9,5   |
| 6     | Hollandia                 | 8              | 12           | 10    |